# イスラーフィール

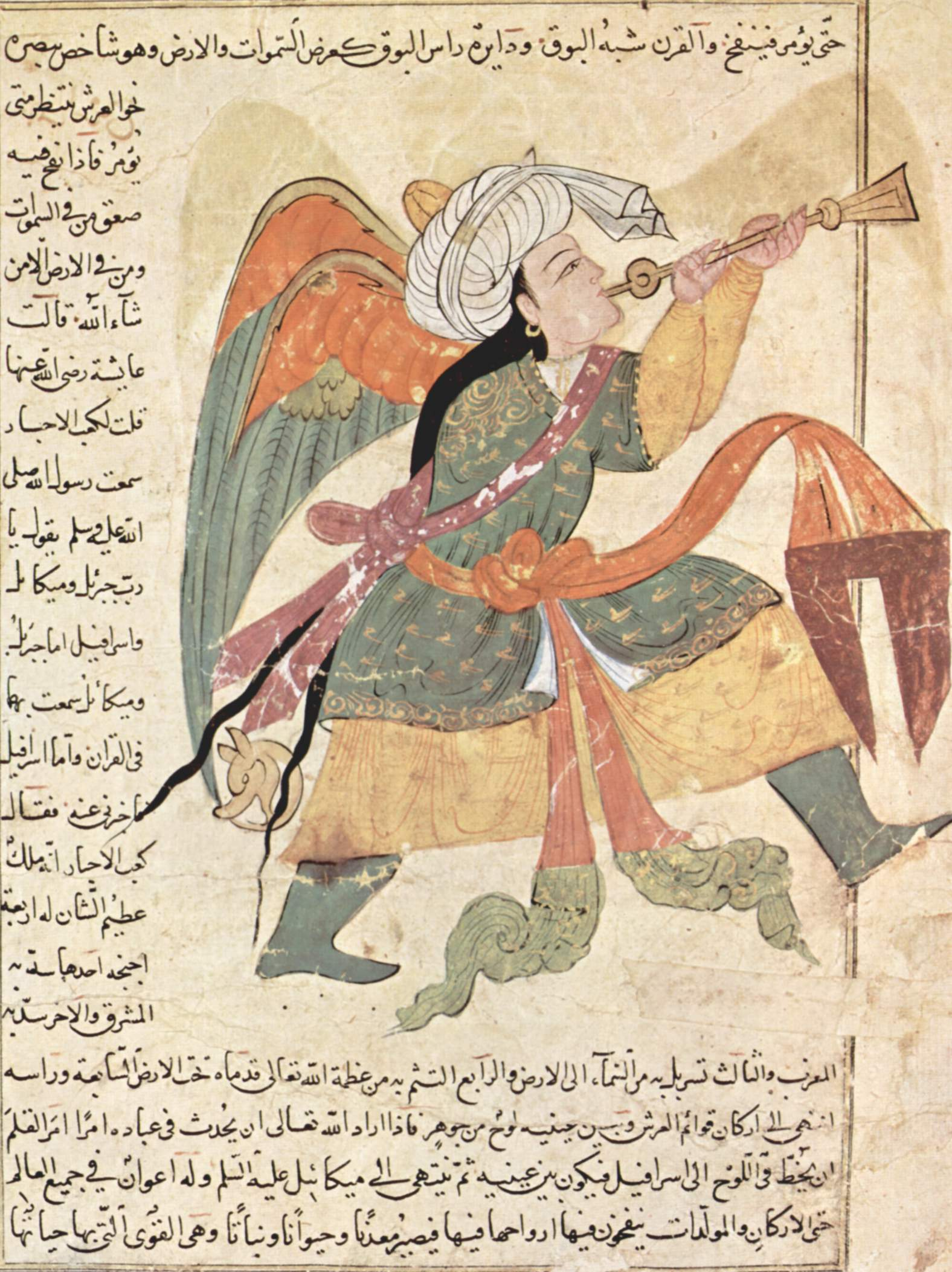
15世紀初頭イラク～トルコ東部付近で描かれたイスラーフィール (（イスラム教では天使や目に見えないものを描くことは禁じられています。）

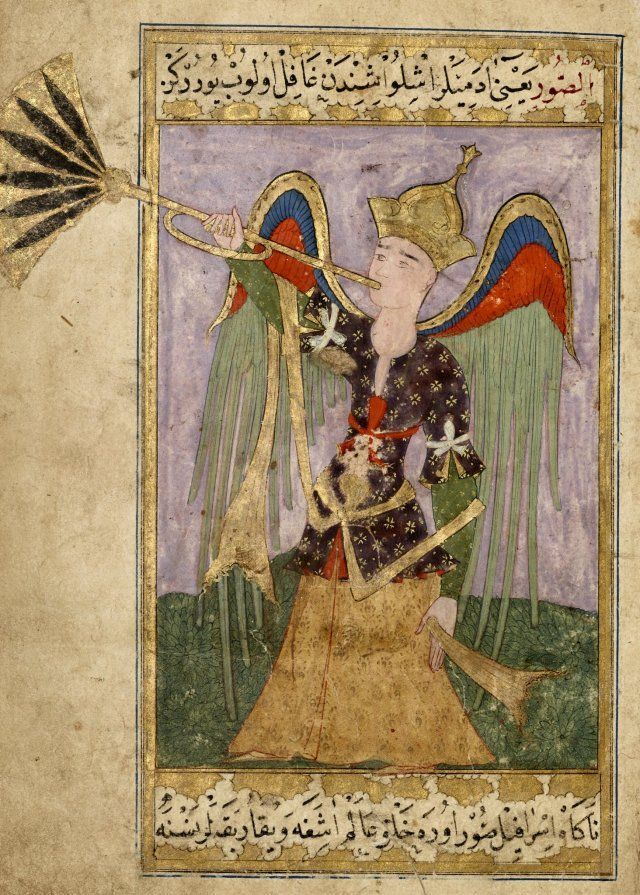
オスマン朝期（1500年代末）のトルコ細密画

イスラーフィール（アラビア語：إسرافيل, Isrāfīl、英字表記：Israfil、Israfel）はイスラーム（イスラム教）における天使の名前。唯一神アッラーの玉座を支え最も近くで仕えているとされる天使で、復活の日に告知の角笛を吹く役割を持つ。カタカナ表記揺れとしてはイスラフィル、イスラフェルなどがある。

## 名前
その名前と役割は聖典クルアーン（コーラン）では具体的に述べられていないが、預言者言行録やイスラーム法学者らのクルアーン注釈（タフスィール）などからその名は非アラビア語由来の外来固有名詞イスラーフィール（アラビア語：إسرافيل, Isrāfīl）であるとされている。
またアラビア語資料によってはイスラーフィーン（アラビア語：إسرافين, Isrāfīn）として登場することもある。
アラビア語名称イスラーフィールに対応した英字表記はIsrafil、Israfel、Israfeel、Israfiil、Israafiilなど。
日本語カタカナ表記ではイスラーフィール以外にも、非アラビア語発音や英字表記のローマ字読みまたは外国語固有名詞カタカナ化時の長母音「ー」除去慣例などによるイスラフィル、イスラフェルといった表記揺れが存在する。

## 外見・姿
預言者言行録（ハディース）やクルアーン（コーラン）注釈・学者らの論考などを通じてイスラーフィールの外見・姿が伝えられており、
- イスラーフィールのうなじ・首付近にかかる形で神の玉座を支えている。
- 翼は4枚あり、そのうちの2枚は片方が東そしてもう片方が西に向かって広げられ[4]、残る2枚のうち1枚は自身の身を覆いてもう1枚はその首・うなじ付近に向けられているとも言われる[5]。
- 頭は七天の上、両足は七地の下の地面を超えるほどの巨体である。
- 神の玉座を支える天使（一般に四天使とされる）の一体で、これらの天使は耳たぶと肩が移動に700年を要するほど離れており、極めて巨大な体をしている。（一説では70年とも。注釈書によると、正確にそのような年数を要するという意味ではなく極めて長い時間がかかることの比喩だという。）[6][7]

などと表現されている。

## 性質・役割

### イスラーフィールの位置づけと様々な役割
預言者言行録（ハディース）やクルアーン（コーラン）注釈・学者らの論考によると、イスラーフィールは
- 唯一神アッラーの玉座を分担して支えている天使たち（アラビア語：حَمَلَةُ الْعَرْشِ, ḥamalat al-ʿarsh, ハマラト・アル＝アルシュ、「玉座を支える者たち」の意）とされる四天使（four angels、通常四人いるとされ復活の日には八ないしは八千または八列なりに増えると言われる）の一人である[1][8]。
- 神の最も近くにいる天使である。
- 終末の時を迎え死者たちが復活するのに合わせ、アッラーの命を受け告知・号令の角笛を吹く。
- アッラーが定めた天命・命運を書き記した板（護られた書板[9]）をアッラーから直接託され管理・保持している。
- アッラーが最初の人間アーダム（聖書の「アダム」に相当）を創った時アッラーは天使らに対し彼に向かって跪拝するよう命じたが、真っ先に従い一番最初に跪拝したのがイスラーフィールだった[10][11]。

などと考えられている。
預言者言行録（ハディース）ではアッラーに仕える三天使（three angels。英語ではthree archangels（三大天使）とも。）の一人として登場、ジブラーイール（アラビア語：جِبْرَائِيلُ, Jibrāʾīl）ことジブリール（アラビア語: جِبْرِيلُ, Jibrīl、「ガブリエル」に相当）、ミーカーイール（アラビア語：مِيكَائِيلُ, Mīkāʾīl, 「ミカエル」に相当）に次いでイスラーフィールの名前が挙げられている。一般には三天使（三大天使）としての地位はこの順番で、ジブリール（ジブラーイール）、ミーカーイールそして三番手となるのが本項目のイスラーフィールだとされている。
なお、イスラーム教徒らの間ではアッラーの命を受け主要な役割を分担する天使としてこれらの三大天使に加え「死の天使」（アラビア語：مَلَك الْمَوْتِ, malak al-mawt（ないしはal-maut）, マラク・アル＝マウト）がおりこれがアズラーイール（アラビア語：عَزْرَائِيلُ, ʿAzrāʾīl）だとされるなどしているが、クルアーン（コーラン）や預言者言行録（ハディース）に裏付けのある確かな論ではなくイスラーム学者らの間ではユダヤ教に影響を受けたものであり根拠に欠けるとの見解が存在する。
またこのイスラーフィールをキリスト教における天使ラファエルに対応する存在と考える学者らもいる。

### 終末と復活を知らせる角笛
最後の審判の裁きを控え死者たちが復活させられる復活の日（ヤウム・アル＝キヤーマ）が到来した時にはアッラーの命を受け告知・号令の角笛（アラビア語：صور, ṣur, スール、「角笛（≒ラッパ、トランペット）」の意）を吹く役割を負っており、クルアーン第39章『集団（アッ＝ズマル）』第68節
وَنُفِخَ فِى ٱلصُّورِ فَصَعِقَ مَن فِى ٱلسَّمَٰوَٰتِ وَمَن فِى ٱلْأَرْضِ إِلَّا مَن شَآءَ ٱللَّهُ ۖ ثُمَّ نُفِخَ فِيهِ أُخْرَىٰ فَإِذَا هُمْ قِيَامٌ يَنظُرُونَ
- 【三田了一訳】ラッパが吹かれると，天にあるものまた地にあるものも，アッラーが御望みになられる者の外は気絶しよう。次にラッパが吹かれると，見よ，かれらは起き上って見まわす。
- 【サイード佐藤訳】そして角笛に吹き込まれ、諸天にいる者と大地にいる者は（皆）、アッラーがお望みになった者以外、卒倒（して死亡）する。それから、そこ（角笛）にもう一回吹き込まれると、どうであろう、彼らは立ち上がって（自分たちの処遇を）見守る者たちとなる。

において角笛（ラッパ）を吹く者がこのイスラーフィールを指していると考えられている。
イスラーフィールは終末の時となる最後の審判の日にあたって、唯一神アッラーの命令により複数回角笛を吹くとされる。3回吹かれる角笛の間隔は「40」あるというが、それが40年なのか、40ヶ月なのか、40日なのかそれとも違う40なのかは明確には伝わっていない。
イスラーフィールは角笛を吹くのに際しては東と西に広げていたその翼をたたみ、彼が1回目を吹くと天が割れ大地・山・天体は崩壊し生きるものたちに多大なる恐怖を与える。2回目の角笛が吹かれると全ての生物は瞬時に死に、3回目の角笛の後には神の力により死者や墓に埋まっていた遺体が復活させられ修復が行われた肉体に魂が戻されるという。
なおこの角笛の詳細は預言者言行録（ハディース）に言及があり
- 角で作られた巨大な角笛で、天と地との間の距離ほどに大きい。
- 天地創造の後に唯一神・創造主アッラーが作りイスラーフィールに与えた。

といった形容が伝えられている。

### 天使イスラーフィールの死と復活
イスラームにおいて人間の死に際しては死の天使が魂をつかみ取り、死を拒む者に対しては死の天使とともにやって来た天使らが生者を叩くなどして魂の回収を促すとされている。
また天使についても各種裏付けや学者らの合意により、アッラー以外は全て不死の存在ではなく人間やその他生物そしてジンなどと同様に死の天使が魂を抜き取ることで死を迎え、死の天使のみは死の天使により魂をつかみ取られるという手順を経ずに神が望み死を命じた時に自ずと死亡すると一般的には考えられている。
死の天使を含む四天使（四大天使）死亡の詳細については真正の典拠が揃っていないことからその具体的な様子は教義として定まっておらず、イスラーフィールたちの死についてはイスラーム側の言説として複数出回っている詳細な叙述のうち後代に創作された偽ハディースであると判定されたものも少なくないという。
天使の死や最後の審判の後の再生の具体的な過程についてはクルアーン（コーラン）や預言者言行録（ハディース）で詳細に述べられてはいないため不確かであるが、最後の審判を経て善行を積んだ者たちが天国に入れられた後の様子に関するクルアーン（コーラン）などにおける記述では天国の楽園において天使たちが生きた状態で過ごしていることが確認できる。
終末の時を知らせる第1回目の角笛、全ての者に死をもたらす第2回目の角笛の後、イスラーフィールが死者として第3回目の再生・復活の角笛を吹くのかどうかについて
- 第2回目の角笛の後、地上と天界全てに住まう者たちが死ぬ。彼らの魂を抜き取り回収した死の天使が最後に死亡する。
- その後真っ先にイスラーフィールが復活させられ、第3回目の再生・復活の角笛を吹くよう神から命令され、死者たちが死から甦る。

としているクルアーン（コーラン）注釈書なども存在する。

## イスラーフィールに関する言説

### イスラーフィールの基本情報とされる具体的事例
イスラーム（主にスンナ派）においてクルアーン（コーラン）、クルアーン（コーラン）注釈・学者らの論考、真正とされる預言者言行録（ハディース）などを通じておおむね合意され教義として広く認められている上記事項以外に、ウェブ等ではこのイスラーフィールに関して
- イスラーフィールは音楽や歌を司る天使である。
- 終末の時・復活の日・最後の審判の日までは地獄を見回る役目を持っている。慈悲深い天使であるため、地獄で苦しむ罪人を目にすると胸を打たれ嘆き悲しみ涙を流す。イスラーフィールの涙は雨となり下界に降り注ぐ。アッラーがこれを止めないと溢れ出た涙が多すぎるため地上に洪水をもたらすのだと信じられている。
- ダンテの『神曲』に登場する「黒い天使たち」（黒天使、黒智天使）は、イスラーフィールがモデルだとも考えられている。

のような解説がなされていることがあるが、イスラーフィールは音楽や歌を司る天使」「イスラーフィールの涙は雨となり時として洪水になる」といった記述はイスラーム世界では基本的教義として流布はしておらず専門家によるイスラーフィールの基本性質・役割概説の中にも通常含まれていない。

### イスラーフィールと音楽・歌
イスラーフィールの美声については預言者言行録（ハディース）やクルアーン（コーラン）注釈書に言及があり、
- 天国ではあらゆる存在が唯一神アッラーを称え崇める言葉を口にしその唱和が響き渡り木々も美しい音を立てるなどする。中でもイスラーフィールは一番の美声を持つ。

とされている。
イスラームのスンナ派では天国の楽園に住まう者たちには色々な愉しみが用意されており美声を楽しむこともその一つと考えられているが、スンナ派四大法学派が現世において行うことを禁じている（ハラームであるとしている）「音楽演奏を鑑賞する」「歌を楽しむ」が天国に入った後にどう扱われるかに関しては十分な根拠・裏付け、真正とされる預言者言行録（ハディース）の集積が無いため明確とはされておらず、現世でも禁止されている娯楽としての楽器は天国の楽園にも存在せず天界で楽器演奏を楽しむという解釈を行っているクルアーン（コーラン）注釈自体が誤りであるといった見解も存在。
またイスラーフィールが角笛を楽器代わりにする、他の楽器を演奏する、唯一神アッラーを称賛する文言を美声で唱える以外に娯楽としての歌唱を行う、天界において音楽・歌を司る最高位の天使と定められているといった記述もまた見られない状況である。
イスラーフィールが音楽の天使であるという概念が広がった経緯としては欧米の著作におけるオリエンタリズムが原因だと指摘する声もあり、それによると中東やイスラームに着想を得た複数の文学作品でイスラーフィールを「音楽の天使」として登場させたことが、イスラームの教義におけるイスラーフィールの役割との齟齬の原因となったという。

### イスラーフィールと地獄
イスラーフィールは神の玉座を常に支える役割を負っており、「終末の時・復活の日・最後の審判の日までは地獄を見回る役目を持っている」という記述はイスラームの一般的概説・資料では登場しない。
イスラームにおいて地獄を統括するのは神より任命されその役職を遂行している天使マーリク（アラビア語：مَالِك, Mālik）で、その下に19人の天使らの一団ザバーニヤ（アラビア語：اَلزَّبَانِيَة, Al-ZabāniyaないしはAl-Zabāniyah, アッ＝ザバーニヤ、名詞複数形「押しやり突き落とす者たち」の意）が従い、ジャハンナム（地獄）における厳しい責め苦を淡々とこなしているとされる。

### イスラーフィールと涙
「慈悲深い天使であるため、地獄で苦しむ罪人を目にすると胸を打たれ嘆き悲しみ涙を流す。イスラーフィールの涙は雨となり下界に降り注ぐ。アッラーがこれを止めないと溢れ出た涙が多すぎるため地上に洪水をもたらすのだと信じられている。」についてはBrill刊行『Encyclopaedia of Islam』の記述
Three times by day and three times by night he looks down into Hell and is convulsed with grief and weeps so violently that the earth might be inundated by his tears.（昼間に3回、夜に3回彼は地獄を見下ろしては悲しみに身を震わせたいそう激しく泣くため、彼の涙で地上が浸水してしまうほどである。）
などが転載されたものと考えられる。
これについては、イスラーム側のイスラーフィールに関するアラビア語や英語の概説には該当する記述が通常無いが、一部宗教書における天国の楽園に住まう者たちや天使らに関する記述で
- 日に3回地獄を覗き見ては悲しみ、地上がノアの洪水のようになってしまうほどの涙を流す。[37]
- 毎日昼夜に3回地獄を見ては号泣し、アッラーがその涙を止めさせないと地上が涙でいっぱいに満たされてノアの洪水のようになってしまう。[38]

などとして登場するものに依拠した解説となっている。
これらの書籍や伝承については「真正の伝承と非公認の俗説が入り混じっており内容の信頼性が十分でない」とされるものや「真正ではなく創作された偽ハディースである」とされるものも混ざっており、イスラーム（主にスンナ派）で広く合意されているイスラーフィールの役割「唯一神アッラーの玉座を支えている」「神の最も近くにいる天使である」「終末の時を迎え死者たちが復活するのに合わせ角笛を3回吹く」と同等に扱われてはいない状況である。